# San Pedro Perulapán
San Pedro Perulapán ein Municipio im Departamento Cuscatlán im Zentrum des mittelamerikanischen Staates El Salvador.
San Pedro Perulapán liegt 21 Kilometer östlich von San Salvador.

## Geografische Einteilung und Lage
Es gehört zum Distrito Cojutepeque.
Das Municipio gliedert sich in 17 Kantone und 120 Caserios. Das Municipio grenzt im Norden an Suchitoto, im Osten an Santa Cruz und Tenancingo Michapa, im Süden an den Lago de Ilopango im Westen an Oratorio de Concepción, Perulapía und San Martín.

## Sehenswürdigkeiten
Im Kirchturm hängt noch die Glocke, welche zum Sieg der Truppen aus El Salvador läutete.
In der Gemeindekirche hängt eine Ikone des Dorfheiligen St. Peter, welche ein Einschussloch aufweist.
Vom Kirchturm ist der Cerro de Guazapa zu sehen.
Die asphaltierte Straße von Suchitoto nach San Martín führt den Verkehr an San Pedro Perulapán vorbei.

## Batalla de San Pedro Perulapán
Am 25. September 1839 ließ José Francisco Morazán Quezada 800 Soldaten aus El Salvador, 2000 Soldaten aus Honduras und Nicaragua unter Francisco Ferrera schlagen,
da die Regierungen von Honduras und Nicaragua sich aus der Zentralamerikanischen Konföderation lösen wollten.